# 胡利區

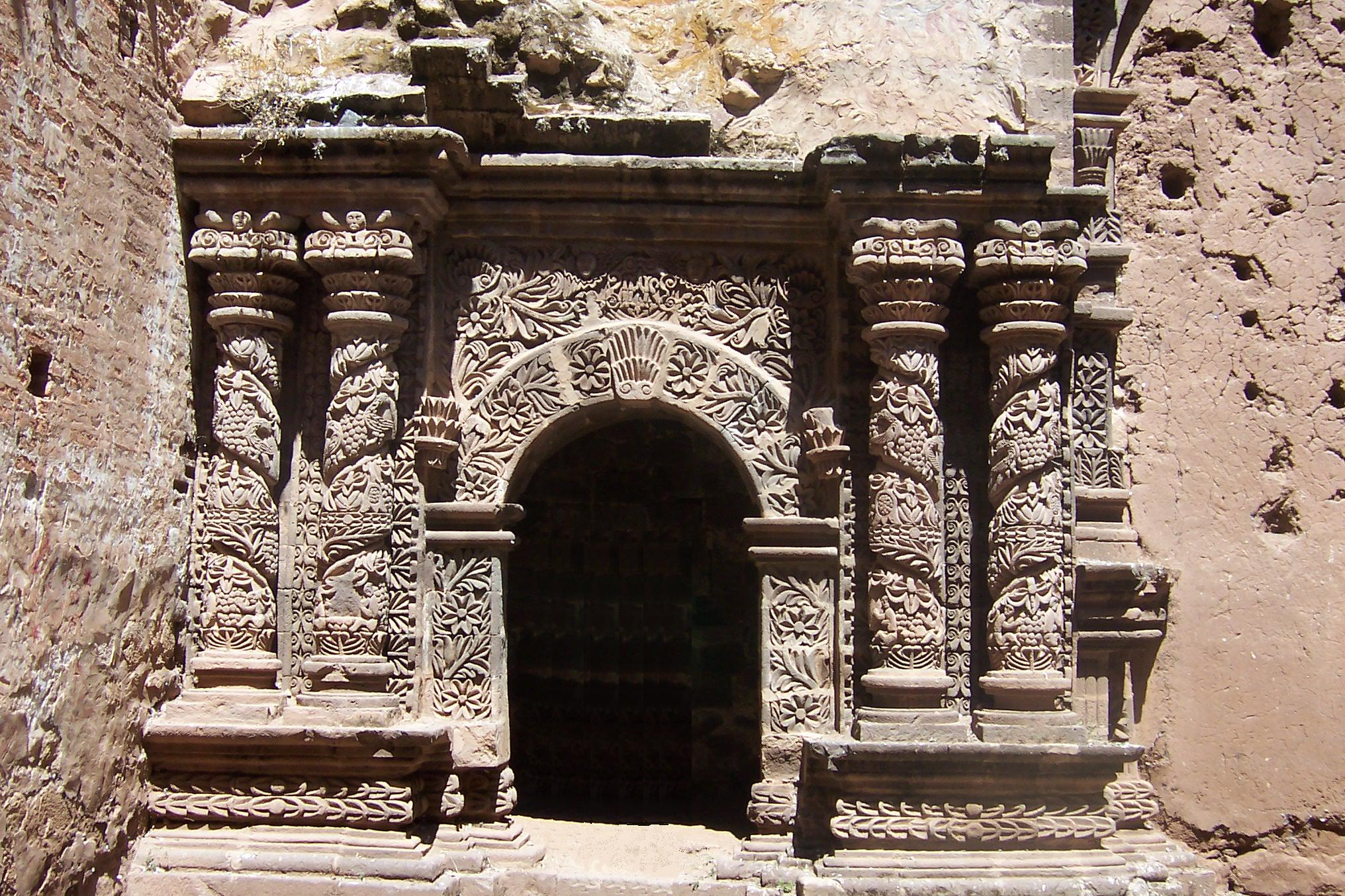

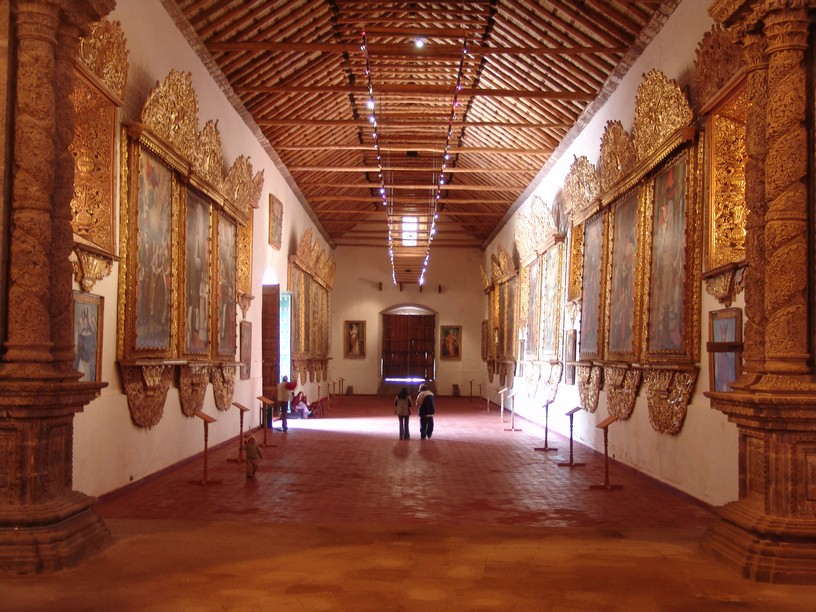

胡利區（西班牙語：Distrito de Juli），是秘魯的一個區，位於該國東南部普諾大區的丘奎托省，面積720.38平方公里，海拔高度3,868米，2007年人口23,741，人口密度每平方公里33人。